# 蒂米斯泰尔-克莱蒙
蒂米斯泰尔-克莱蒙（法語：Thimister-Clermont，法語發音：[timistɛʁ klɛʁmɔ̃]）是比利时瓦隆大区列日省韋爾維耶區的一个市镇，位于贝尔维讷河畔，通行法语，是比利时法语社群的一部分，面积28.69平方千米，人口5,725人（2018年1月1日）。